# Чемпионат СССР по классической борьбе 1960
29-й Чемпионат СССР по классической борьбе 1960 года проходил в Тбилиси (наилегчайший, полулёгкий, полусредний и полутяжёлый веса) и Саратове (легчайший, лёгкий, средний и тяжёлый веса) с 9 по 12 марта.
В соревнованиях участвовало 212 борцов.

## Медалисты
| Весовая категория | Золото                                    | Серебро                                     | Бронза                                       |
| ----------------- | ----------------------------------------- | ------------------------------------------- | -------------------------------------------- |
| Наилегчайший вес  | Иван Кочергин «Труд» (Каменск-Шахтинский) | Наиль Гараев Вооружённые Силы (Куйбышев)    | Армаис Саядов «Динамо» (Баку)                |
| Легчайший вес     | Олег Караваев «Буревестник» (Минск)       | Борис Гуревич «Труд» (Москва)               | Омар Эгадзе «Гантиади» (Тбилиси)             |
| Полулёгкий вес    | Мираб Гудушаури «Буревестник» (Тбилиси)   | Константин Вырупаев «Буревестник» (Иркутск) | Владимир Сташкевич «Динамо» (Ростов-на-Дону) |
| Лёгкий вес        | Иван Коршунов «Красное Знамя» (Минск)     | Автандил Коридзе «Буревестник» (Тбилиси)    | Виталий Житенёв «Буревестник» (Минск)        |
| Полусредний вес   | Давид Гванцеладзе «Буревестник» (Тбилиси) | Виктор Фесенко «Труд» (Таганрог)            | А. Корсаков «Авангард» (Донецк)              |
| Средний вес       | Николай Чучалов «Красное Знамя» (Минск)   | Василий Зенин «Труд» (Волгоград)            | Виктор Иванкин «Спартак» (Львов)             |
| Полутяжёлый вес   | Ростом Абашидзе «Буревестник» (Тбилиси)   | Меинхард Ниглас «Калев» (Таллин)            | Анатолий Киров Вооружённые Силы (Куйбышев)   |
| Тяжёлый вес       | Сергей Залусский «Красное Знамя» (Минск)  | Александр Подзюмский «Труд» (Москва)        | Иван Богдан Вооружённые Силы (Киев)          |